# Ute Thimm
Ute Thimm, geb. Finger (* 10. Juli 1958 in Bochum), ist eine ehemalige (West-)deutsche Leichtathletin, die bei den Olympischen Spielen 1984 in Los Angeles die Bronzemedaille in der 4-mal-400-Meter-Staffel gewann (3:22,98 min, zusammen mit Heike Schulte-Mattler, Heidi-Elke Gaugel und Gaby Bußmann; Ute Thimm als zweite Läuferin).
Bei diesen Olympischen Spielen wurde sie im 400-Meter-Lauf Sechste und erreichte als Schlussläuferin in der 4-mal-100-Meter-Staffel mit ihren Kolleginnen Edith Oker, Michaela Schabinger und Heidi-Elke Gaugel den fünften Platz.
Ein weiterer Medaillenerfolg gelang ihr bei den Europameisterschaften 1986: Mit der 4-mal-400-Meter-Staffel gewann sie die Silbermedaille (3:22,80 min, zusammen mit Gisela Kinzel, Heidi-Elke Gaugel und Gaby Bußmann; Ute Thimm als zweite Läuferin). Im 400-Meter-Lauf kam sie auf Platz fünf.
Mit der bundesdeutschen 4-mal-400-Meter-Staffel belegte sie im olympischen Finale 1988 in 3:22,49 min in der Besetzung Ute Thimm, Helga Arendt, Andrea Thomas, Gudrun Abt den vierten Platz.
Sie startete auch bei den Europameisterschaften 1982, den Weltmeisterschaften 1983 und 1987, jedoch ohne Medaillenerfolge.
1981, 1984 und 1987 war sie (West-)Deutsche Meisterin im 400-Meter-Lauf, 1987 gewann sie zusätzlich auch über 200 Meter. Ute Thimm gehörte zunächst dem ASV Köln an, ab 1986 dem TV Wattenscheid. Sie ist 1,67 m groß und wog in ihrer aktiven Zeit 54 kg.